# Catch Me If You Can
Catch Me If You Can är en amerikansk film från 2002 i regi av Steven Spielberg, med Leonardo DiCaprio, Tom Hanks, Christopher Walken och Martin Sheen i rollerna.

## Handling
16-årige Frank Abagnale Jr. tvingas tillsammans med familjen flytta till en mindre bostad på grund av sin fars pengabekymmer, och när föräldrarna skiljer sig och faderns problem med pengar fortsätter rymmer Frank och lovar återställa allt, såväl faderns finanser som föräldrarnas förhållande – genom en ovanlig förmåga att få andra att tro på honom i alla situationer. Även om han inte har rätt lyckas han lura alla att tro att han är läkare, pilot och advokat innan han fyllt 18 år. Agenten Carl Hanratty från den federala polismyndigheten FBI försöker spåra honom, men han är till synes alltid ett steg efter.

## Om filmen
Catch Me If You Can regisserades av Steven Spielberg. Filmen är baserad på boken med samma namn skriven av den riktige Frank Abagnale tillsammans med Stan Redding.

## Rollista
| Leonardo DiCaprio  | – Frank Abagnale Jr.       |
| Tom Hanks          | – Carl Hanratty            |
| Christopher Walken | – Frank Abagnale           |
| Martin Sheen       | – Roger Strong             |
| Nathalie Baye      | – Paula Abagnale           |
| Amy Adams          | – Brenda Strong            |
| James Brolin       | – Jack Barnes              |
| Brian Howe         | – Earl Amdursky            |
| Frank John Hughes  | – Tom Fox                  |
| Steve Eastin       | – Paul Morgan              |
| Chris Ellis        | – Special Agent Witkins    |
| John Finn          | – Assistant Director Marsh |
| Jennifer Garner    | – Cheryl Ann               |
| Nancy Lenehan      | – Carol Strong             |
| Ellen Pompeo       | – Marci                    |
| Elizabeth Banks    | – Lucy                     |
| Kam Heskin         | – Candy                    |